# 皇帝のかぎ煙草入れ
『皇帝のかぎ煙草入れ』（こうていのかぎたばこいれ、原題：The Emperor's Snuff-Box ）は、アメリカの推理作家ジョン・ディクスン・カーによる推理小説。発表は1942年。ノン・シリーズものの長編作品で、カーの中期の代表作である。

## あらすじ
前夫ネッド・アトウッドと離婚したイヴ・ニールは、その後向かいの家に住むトビー・ローズと婚約するが、ある夜、ネッドがイヴの家の寝室に忍びこみ復縁を迫る。ネッドに部屋から出て行くよう訴えている最中、イヴは向かいの家で殺害されたトビーの父親と、茶色の手袋をはめた犯人と思しき人物が部屋から出て行くところを目撃してしまう。ところが状況証拠からイヴに殺人の嫌疑がかかり、身の証を立てることができない彼女は窮地に陥る。

## 主な登場人物
イヴ・ニール
美貌で裕福な女主人公
ネッド・アトウッド
イヴの前夫
トビー・ローズ
イヴの婚約者
モーリス・ローズ卿
トビーの父。骨董品収集家
ヘレナ・ローズ
トビーの母
ジャニス・ローズ
トビーの妹
ベンジャミン・フィリップス（ベンおじさん）
ヘレナの兄
アリスティド・ゴロン
ラ・バンドレットの警察署長
ダーモット・キンロス博士
ゴロン署長の友人。心理学者
イヴェット・ラトゥール
イヴの女中
プリュー・ラトゥール
イヴェットの妹。トビーの愛人

## 作品の評価
- 江戸川乱歩は「カー問答」（『別冊宝石』、カア傑作集、1950年）[注釈 1]の中で、カーの作品を第1位のグループから最もつまらない第4位のグループまで評価分けし、本作を第1位のグループ6作品の3番目に挙げている[注釈 2]。
- 「東西ミステリーベスト100」（『週刊文春』）では、1985年版で69位[注釈 3]、2012年版で37位[注釈 4]に挙げられている。

## 話題
アガサ・クリスティの「このトリックには、さすがのわたしも脱帽する」という文章がしばしば引き合いに出されるが、この出典は不明である。英国版のカバー裏、「カー讃」というコーナーにある“Very few detective stories baffle me nowadays, but Mr. Carr's always do.”というクリスティの一文は、『テニスコートの殺人』や『震えない男』のカバーにも掲載されており、本作に対する評ではない。

## 出版
| 題名               | 出版社     | 文庫名等                                                       | 訳者     | 巻末 | カバーデザイン | 初版年月日    | ページ数 | ISBN           | 備考   |
| ------------------ | ---------- | -------------------------------------------------------------- | -------- | ---- | -------------- | ------------- | -------- | -------------- | ------ |
| 皇帝の嗅煙草入     | 早川書房   | 世界探偵小説全集 No.167 （現「ハヤカワ・ポケット・ミステリ」） | 西田政治 |      |                | 1954年        | 197      |                | 絶版   |
| 皇帝のかぎ煙草入れ | 東京創元社 | ディクスン・カー作品集 第10                                    | 井上一夫 |      |                | 1958年        | 203      |                | 絶版   |
| 皇帝のかぎ煙草入れ | 東京創元社 | 創元推理文庫118-11                                             | 井上一夫 |      |                | 1961年        | 294      | 978-4488118112 | 絶版   |
| 皇帝の嗅ぎ煙草入れ | 中央公論社 | 世界推理小説名作選                                             | 中村能三 |      |                | 1962年        | 217      |                | 絶版   |
| 皇帝のかぎ煙草入れ | 角川書店   | 角川文庫                                                       | 守屋陽一 |      |                | 1963年        | 300      |                | 絶版   |
| 皇帝の嗅煙草入れ   | 旺文社     | 旺文社文庫603-01                                               | 吉田映子 |      |                | 1976年        |          |                | 絶版   |
| 皇帝の嗅ぎ煙草入れ | 講談社     | 講談社文庫                                                     | 宇野利泰 |      |                | 1977年6月     | 307      |                | 絶版   |
| 皇帝のかぎ煙草入れ | 早川書房   | ハヤカワ・ミステリ文庫5-13                                     | 斎藤数衛 |      |                | 1983年1月     | 297      | 978-4150703639 | 絶版   |
| 皇帝の嗅ぎ煙草入れ | 嶋中書店   | 嶋中文庫 グレート・ミステリーズ                                | 中村能三 |      |                | 2004年11月    | 365      | 978-4861563133 | 絶版   |
| 皇帝のかぎ煙草入れ | 東京創元社 | 創元推理文庫                                                   | 駒月雅子 |      |                | 2012年5月18日 | 318      | 978-4488118327 | 新訳版 |

## 映像化作品

### 映画
- "That Woman Opposite" （イギリス 1957年）（アメリカでのタイトルは"City After Midnight"）

監督・脚本：コンプトン・ベネット　音楽：スタンリー・ブラック
出演：フィリス・カーク（イヴ）、ダン・オハーリー（ダーモット・キンロス）、ウィルフリッド・ハイド＝ホワイト（モーリス・ローズ卿）、ペトゥラ・クラーク（ジャニス・ローズ）、ウィリアム・フランクリン（ネッド・アトウッド）、ジャック・ワトリング（トビー・ローズ）

### テレビドラマ
- 窓の中の殺人 離婚した女 嫌いな前夫が私を犯す… （テレビ朝日 1983年）

監督：井上芳夫　脚本：須川栄三　音楽：小川よしあき
出演：いしだあゆみ、関口宏、中尾彬、谷隼人、高田敏江、須川栄三
※1983年12月10日、土曜ワイド劇場枠での放送。